# Анастас Лозанчев
Анастас Лозанчев (Битољ, 8. април 1870 — Софија, 8. новембар 1945) био је истакнути револуционар, војвода и вођа Унутрашње македоно-једренске револуционарне организације. Такође је био истакнути македонски социјалиста и вођа Крушевске републике.

## Биографија
Рођен је у Битољу 1870. године, средњу школу завршио је у Солуну 1885. године, а затим 1887. учио фотографски занат у Софији. Од 1891. до 1893. године је био Егзархистски учитељ у Битољу селима Смилево и Хумка, а затим фотограф у Битољу. У Битољу је 1894. променио име у Дамјан Груев и био један од првих чланова Битољског револуционарног комитета. Учествовао је у Ресовном саветовању и као вођа допринео прављању организационе мреже Битољ. Био је делегат из Солунског конгреса и македонске револуционе организације од јануара 1903. године, када је и донесена одлука о устанку.
Од Смилевског Конгреса са Борисом Сарафовом и Дамјаном Груевом изабран је у Главни штаб устанка у Битољском округу. Током овог конгреса, Лозанчев као фотограф, направио заједничку фотографију учесника Смилевског Конгреса, али један од побуњеника због незнања је уништио материјал и фотодокументазијата за Конгрес.
Након неуспешног Илинданског устава, септембра 1904. године одвели су трупе у Охрид и Дебар. Од 1904. до 1908. живео је у Бугарској. Након Младотурске револуције 1908. године вратио се у Македонију, где је остао до формирања Владе Србије до балканских ратова 1913. године. Вратио се у Софији и није се бавио политиком.

## Галерија
- Анастас Лозанчев на командној табли револуционара ВМРО
- Анастас Лозанчев у старости